# Афонсу V
Афонсу V (на португалски: Afonso V o Africano; роден на 15 януари 1432 г., Синтра – 28 август 1481 г., Синтра) е 12-и крал на Португалия от 1438 година до смъртта си.

## Произход
Най-голям син е на крал Дуарте (1391 – 1438) и на Елеонора Арагонска (1402 – 1445), дъщеря на краля на Арагон и Сицилия Фернандо I Арагонски (1380 – 1416) и на Елеонора д’Албуркерке (1374 – 1435).

## Управление

### Регентство
Алфонсу е само на шест години, когато баща му умира от чума. Майка му Елеонора Арагонска става регент, но това не се харесва на населението на Лисабон. Започват бунтове в столицата на Португалия, които са потушени от чичото на Афонсу, Жуау.
Другият му чичо Педру, херцог Коимбра (1392 – 1449), обаче иска преразглеждане на решението за регентство. Резултатът е отменяне на регентството на кралицата-майка Елеонора в полза на Педру.

### Самостоятелно управление
От 9 юни 1448 г. Афонсу V започва да управлява Португалия сам, без помощта на регента, херцог Коимбра, но под влиянието на другия си чичо Афонсу I, херцог Браганса (10 август 1377 – 15 декември 1461), който му препоръчва да анулира всички мерки, предприети от Педру по време на регентството му.
През 1471 година пада Танжер и за да подчертае претенциите за северноафриканските територии, към своя титул Афонсу V добавя звание управител на Африка, за което и получава прозвището Африканец.

### Борба за кастилския престол
През 1474 година умира неговия зет, кралят на Кастилия Енрике IV (Кастилия). Афонсу V активно се включва в борбата за кастилския престол. Отначало претендира за ръката на принцеса Изабела (сестра на Енрике, впоследствие станала кралица), но тя отказва брак поради голямата разлика във възрастта им. По-късно Афонсу V се жени за дъщерята на Енрике IV, Хуана Белтранеха и започва да претендира отново за кастилския трон.
В битката при Торо през 1476 година, Португалия претърпява поражение от католическите крале, защитаващи получения кастилски престол. Афонсу V се отправя към Нанси, където безуспешно се опитва да привлече на своя страна френския крал Луи XI. Тежко преживявайки своето поражение при Торо, той даже обмисля да се отрече от престола и да не се връща в Португалия от Франция, и мечтае да извърши поклоннически поход до Йерусалим. На Луи XI се отдава да го уговори да се върне обратно.
По мирния договор Афонсу V напълно се отказва от претенциите си за кастилския престол, а Испания се отказва от претенциите си за Северна Африка.

### Отричане от престола и смърт
През 1477 година Афонсу V се отрича от престола в полза на сина си Жуау II, който скоро връща кралството на своя баща.
На 28 август 1481 година Афонсу V умира от чума в Синтра.

## Брак
1-ви брак: На 6 май 1448 г. Алфонсу V се жени за братовчедка си, дъщеря на чичо му Педру, Изабела де Коимбра (1435 – 1455).
- Инфант Жуан (29 януари 1451 – 1451)
- Инфанта Жуана (6 февруари 1452 — 12 май 1490), католическа светица
- Инфант Жуау ІІ (3 март 1455 — 25 октомври 1495), 13-и крал на Португалия (1481 – 1495).

Втори брак: През 1475 година с неговата племенница Хуана Белтранеха. От този брак няма деца.